# Julio Meléndez
Pour les articles homonymes, voir Meléndez.
Julio Guillermo Meléndez Calderón, né le 11 avril 1942 à Lima au Pérou, est un footballeur péruvien jouant au poste de défenseur.
Joueur de Boca Juniors, où il a évolué de 1968 à 1972, il est considéré comme l'une des idoles du club xeneize.

## Biographie

### Carrière en club
Formé au Centro Iqueño, Meléndez débute en première division en 1961 au Defensor Lima avant de passer au Sport Boys, son club de cœur, suivi du Defensor Arica. Il est recruté par le Boca Juniors à la suite d'un match de gala entre une sélection du continent américain et une autre du reste du monde, disputé en 1966, où il fait bonne impression. 
Il fait ses débuts avec les Bosteros, le 10 mars 1968, et y reste un peu plus de quatre ans jusqu'à son dernier match sous le maillot xeneize, le 30 juillet 1972. Durant cette période Meléndez a le temps de se forger une légende en raison de sa classe balle au pied, au point que les supporters parlaient de « El peruano y su ballet » (le péruvien et son ballet). Régulièrement inclus dans le onze de légende de Boca Juniors,, « El Negro » (surnom de Meléndez en Argentine) étrenne son palmarès en remportant deux championnats consécutifs (1969 et 1970) et une Coupe d'Argentine.
Il revient au Pérou pour y terminer sa carrière, il sera notamment entraîneur-joueur de Juan Aurich en 1976 et du León de Huánuco en 1979.

### Carrière en équipe nationale
International péruvien de 1965 à 1977, avec 35 sélections (pas de but marqué), Meléndez fait partie de l'équipe vainqueur de la Copa América 1975, entraînée par Marcos Calderón qui était aussi son oncle. 
Cinq années auparavant, Meléndez avait raté l'occasion de disputer la phase finale de la Coupe du monde 1970 – où le Pérou s'est illustré – puisque son entraîneur à Boca Juniors, Alfredo di Stefano, l'avait dissuadé de jouer les éliminatoires. 
En 1977, il ne refait plus cette erreur et participe aux qualifications de la Coupe du monde 1978. Néanmoins, il prend sa retraite internationale à la fin de ces éliminatoires sans pouvoir disputer le Mondial argentin.

### Vie privée
Retiré du milieu du football, il habite actuellement à Miami. En octobre 2012, son fils Miguel Meléndez Vásquez (ancien footballeur du Juan Aurich, Carlos A. Manucci et Universidad César Vallejo) trouve la mort des suites d'une hémorragie après s'être accidentellement coupé les veines. 
Le 22 avril 2016, Julio Meléndez dément une rumeur annonçant sa propre mort.

## Palmarès(joueur)
| Boca Juniors - Championnat d'Argentine (2) : - Champion : 1969 et 1970. - Copa Argentina (1) : - Vainqueur : 1969. |  | Pérou - Copa América (1) : - Vainqueur : 1975. |